# Петър Димитров-Рудар
Петър Димитров-Рудар (псевдоним на Петър Димитров Келов) е изтъкнат български детски писател, публицист, оратор и критик предимно на детска литература. Той е автор на над 20 книги, предимно разкази за деца и учебници. Работи и като преподавател по литература.
През 1925 г. е сред основателите на Дружеството на детските писатели. Между 1927 и 1929 г. е главен редактор на художественото списание „Млад турист”. През 1927 става сътрудник на детските списания „Светулка” и „Детска радост”, като редактира и вестничето за деца „Планинче”. През същата година пише първото изследване върху детската литература („Нашата детска литература. Част 1. Поезия“). Завършва право в Софийския университет „Св. Климент Охридски“ през 1929. В периода 1932-1945 година е адвокат в Стралджа и Сливен.
Участва в завземането на властта от Отечествения фронт на 9 септември 1944 г. От 1946 до 1949 година е главен секретар на съюза на Българо-съветските дружества. Между 1946 и 1951 година е главен редактор на в. „Българо-съветско единство“. В периода 1952-1962 година е заместник-редактор на издателство „Народна младеж“.